# Chigwell (stacja metra)
Chigwell – stacja londyńskiego metra położona na trasie Central Line pomiędzy stacjami Grange Hill a Roding Valley. Znajduje się w Chigwell w dystrykcie Epping Forest, w czwartej strefie biletowej.
Stacja została otwarta 1 maja 1903 przez Great Eastern Railway i była obsługiwana przez pociągi parowe do roku 1947, kiedy to stacja została zamknięta. Elektryczne pociągi metra rozpoczęły obsługę stacji 21 listopada 1948 roku W 2010 roku obsłużyła 440 tysięcy pasażerów.

## Połączenia
Stacja obsługiwana jest przez autobusy linii 167, 667 i 804.

## Galeria

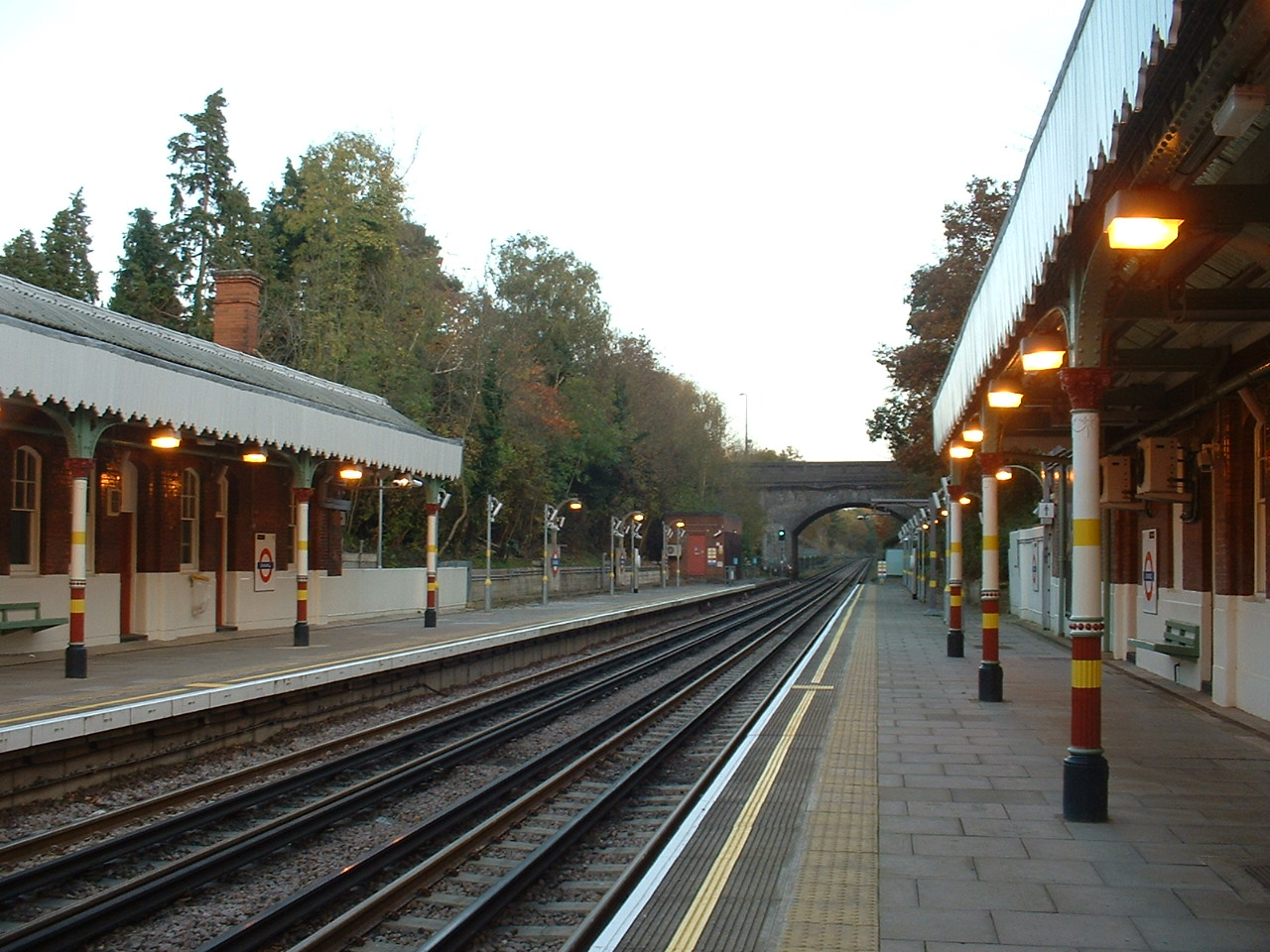
Widok na wschód
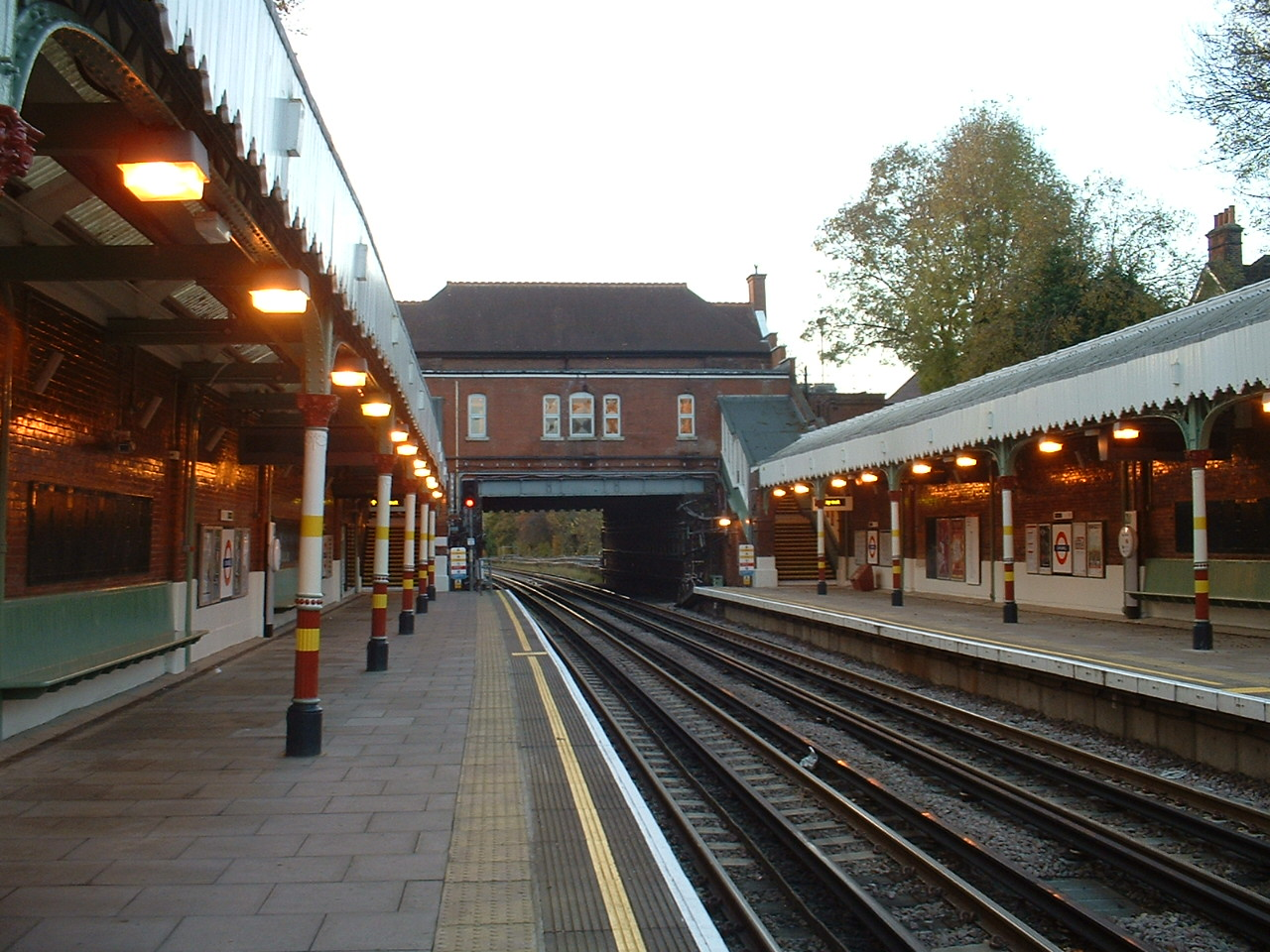
Widok na zachód
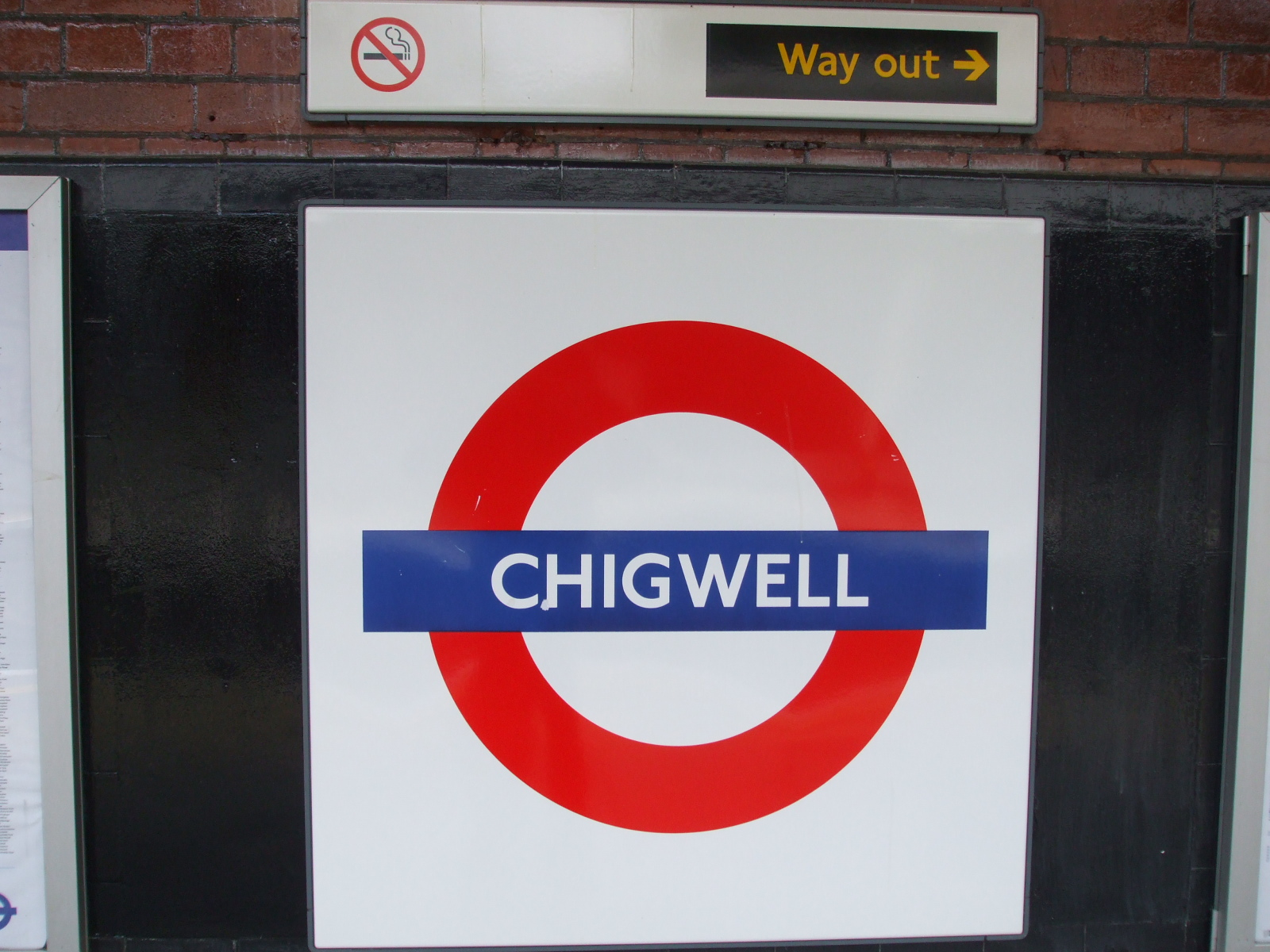
Symbol stacji